# 林亨
林亨（1456年—？），字貞甫，福建福州中衛籍，閩縣人，明朝政治人物、進士出身。

## 生平
弘治二年（1489年）己酉科福建鄉試第八十六名，弘治六年，登癸丑科會試第二百七十六名，第二甲第七十一名。

## 家族
曾祖父林寶；祖父林興；父親林俊。母張氏。永感下。兄坦、琪。